# Lexington Avenue (Manhattan)

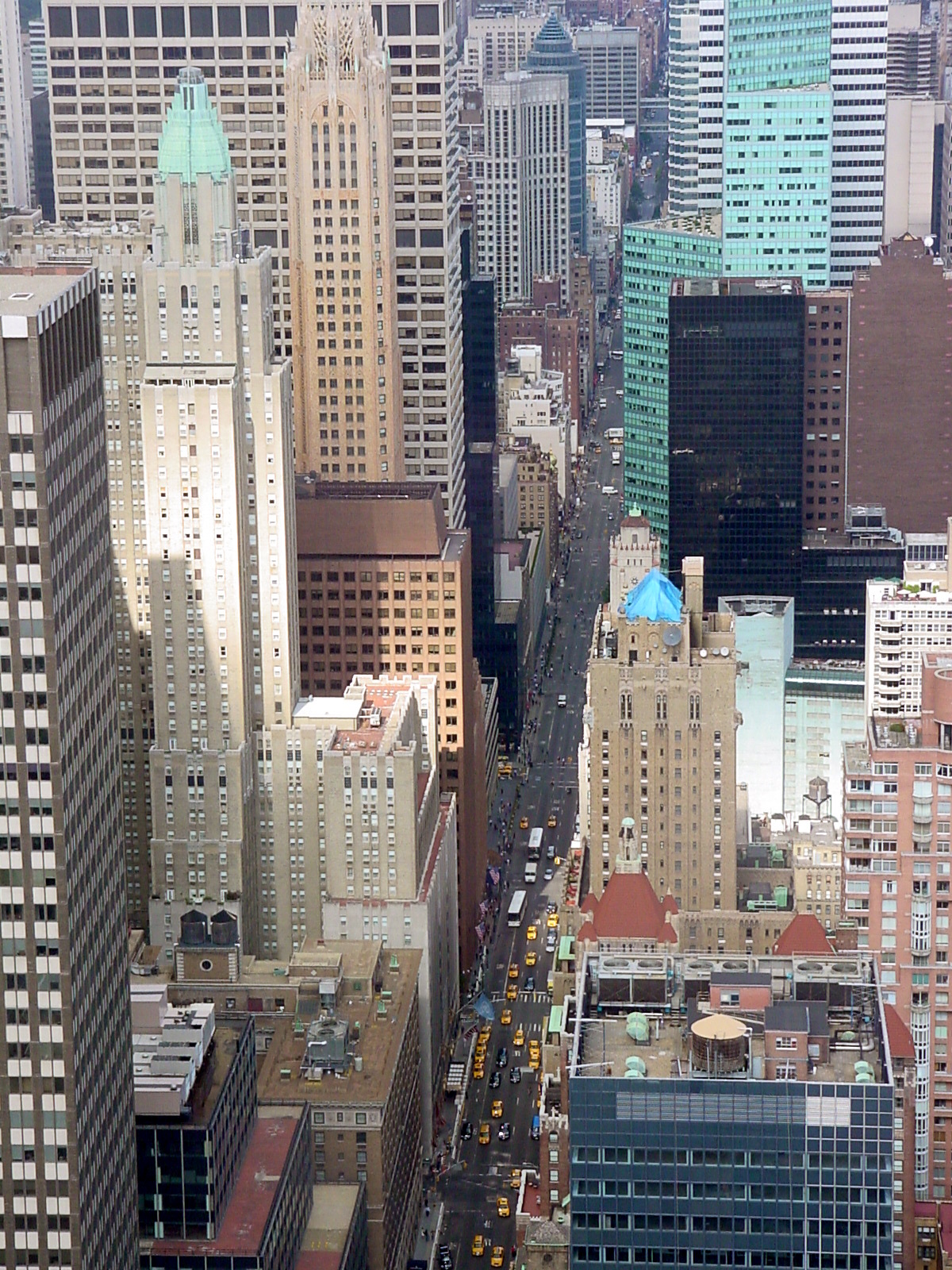
Blick vom Chrysler Building auf die Lexington Avenue

Die Lexington Avenue im Stadtbezirk Manhattan in New York City gehört zu den bekanntesten Straßen der Stadt. Sie erstreckt sich auf einer Länge von ca. 8.900 m durch Manhattan. Dabei wird sie im Norden durch die 130th Street in Harlem und im Süden durch die 21st Street am Gramercy Park begrenzt. Südlich von Gramercy Park erstreckt sich die Straße als Irving Place von der 20th Street zur East 14th Street.
Die Straße war nicht Teil des im Commissioners’ Plan von 1811 festgelegten Straßenrasters, sondern wurde in den 1830er Jahren nachträglich zwischen der westlich verlaufenden Park Avenue und der östlich verlaufenden Third Avenue angelegt. Namensgebend waren die Gefechte von Lexington und Concord, die im Jahr 1775 während des Amerikanischen Unabhängigkeitskrieges erfolgten.

## Wichtige Gebäude
Nördlich der 30st Street befinden sich an der Lexington Avenue zahlreiche Hotels und Bürogebäude. Dazu gehören u. a. das Chrysler Building, eines der Wahrzeichen der Stadt, das Hochhaus Citigroup Center aus dem Jahr 1977 und das Hochhaus 570 Lexington Avenue (ehemals General Electric Building und RCA Building) im Stil des Art déco aus den Jahren 1929 bis 1931. Auch befindet sich hier das 599 Lexington Avenue, welche mit 199 m Platz 56 in der Liste der höchsten Gebäude in New York belegt.

## Verkehr

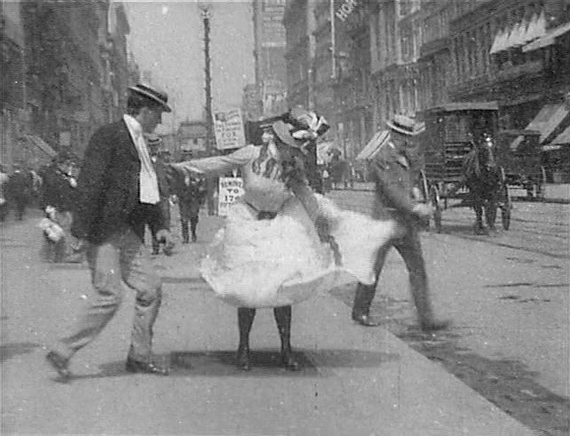

Die Straße wird durch die IRT Lexington Avenue Line der New York Subway wie auch durch die Buslinien M101, M102 und M103 verkehrlich erschlossen. Sie ist eine Einbahnstraße und kann nur in südlicher Richtung befahren werden. In Nordrichtung fahren die Buslinien auf der Third Avenue.

## In der Kultur
Im Spielfilm Das verflixte siebte Jahr mit Marilyn Monroe spielte eine bekannte Szene in der Lexington Avenue. In dieser wird Marilyns Rock durch einen Lüftungsschacht aufgewirbelt. Die Szene war auf der Lexington Avenue gedreht worden, musste später jedoch im Studio nachgedreht werden.